# Anes Riahi
Pour les articles homonymes, voir Riahi.
Anes Riahi, né le 10 mai 2006, est un coureur cycliste algérien.

## Biographie
Anes Riahi a été formé dans un club de vélo de Tlemcen. Chez les cadets, il devient champion d'Algérie sur route et en VTT,. Il se classe également deuxième du championnat d'Afrique et de son championnat national en 2023, dans la catégorie des juniors. Cette même année, il remporte la course aux points et l'omnium aux championnats arabes. Il représente par ailleurs son pays aux championnats du monde.
En 2025, il s'impose sur une épreuve par étapes disputée dans la wilaya d'Aïn Defla. Il se distingue par ailleurs lors des championnats d'Afrique sur piste en terminant premier de la course aux points, mais aussi deuxième de la vitesse par équipes et de l'américaine. 

## Palmarès sur route
- 2021
  -  Champion d'Algérie sur route cadets
- 2022
  -  Médaillé d'argent du championnat arabe du contre-la-montre par équipes cadets[5]
- 2023
  -  Médaillé d'argent du championnat d'Afrique sur route juniors
  - 2e du championnat d'Algérie sur route juniors
- 2025
  - Tour d'Aïn Defla
  - 3e du championnat d'Algérie du contre-la-montre espoirs

## Palmarès sur piste

### Championnats d'Afrique
- Le Caire 2025
  -  Médaillé d'or de la course aux points
  -  Médaillé d'argent de la vitesse par équipes
  -  Médaillé d'argent de l'américaine

### Championnats arabes
- Le Caire 2023
  -  Médaillé d'or de la course aux points juniors
  -  Médaillé d'or de l'omnium juniors

## Palmarès en VTT
- 2022
  -  Champion d'Algérie de VTT cross-country cadets